# Joanna (djur)
Joanna är ett släkte av fjärilar. Joanna ingår i familjen tjockhuvuden.
Kladogram enligt Catalogue of Life:
| Joanna | \| \| Joanna boxi \| \| \| \| \| \| Joanna joanna \| \| \| \| |
|        | \| \| Joanna boxi \| \| \| \| \| \| Joanna joanna \| \| \| \| |
|        | Joanna boxi                                                   |
|        |                                                               |
|        | Joanna joanna                                                 |
|        |                                                               |